# Werinsko
Werinsko (bułg. Веринско) – wieś w Bułgarii, w obwodzie sofijskim, w gminie Ichtiman. Według danych szacunkowych Ujednoliconego Systemu Ewidencji Ludności oraz Usług Administracyjnych dla Ludności, 15 września 2022 roku miejscowość liczyła 363 mieszkańców.

## Osoby związane z miejscowością

### Urodzeni
- Spas Duparinow (1892–1923) – bułgarski polityk